# 1963 na ciência

## Eventos
- 2 de abril - Sonda espacial soviética Luna IV pousa na Lua.
- 16 de junho - Russa Valentina Tereshkova torna-se a primeira mulher a ir ao espaço.
- Descoberta da Métrica de Kerr (relatividade).
- 18 de agosto – São feitas as primeiras descidas organizadas ao Algar do Carvão, concelho de Angra do Heroísmo, por um grupo de entusiastas que se viriam a constituir na Associação Espeleologica “Os Montanheiros”.

## Nascimentos
| Data           | Nome                | Profissão               | Nacionalidade  | Observações                                                                       | Ref   |
| -------------- | ------------------- | ----------------------- | -------------- | --------------------------------------------------------------------------------- | ----- |
| 15 de janeiro  | Bruce Schneier      | criptógrafo             | Estados Unidos |                                                                                   |       |
| 27 de janeiro  | Luigi Ambrosio      | matemático              | Itália         | Prémio Giuseppe Bartolozzi 1991 Prémio Renato Caccioppoli 1998 Prémio Fermat 2003 | [ 1 ] |
| 9 de fevereiro | Brian Greene        | físico                  | Estados Unidos |                                                                                   |       |
| 11 de março    | Marcos César Pontes | astronauta              | Brasil         |                                                                                   |       |
| 27 de abril    | Graça Raposo        | cientista               | Portugal       |                                                                                   |       |
| 27 de novembro | Duília de Mello     | astrônoma e astrofísica | Brasil         |                                                                                   |       |

## Mortes
| Data            | Nome                              | Profissão                      | Nacionalidade   | Observações                                      | Ref         |
| --------------- | --------------------------------- | ------------------------------ | --------------- | ------------------------------------------------ | ----------- |
| 18 de janeiro   | Edward Charles Titchmarsh         | matemático                     | Reino Unido     | n. 1899 Medalha De Morgan 1953 Medalha Sylvester | [ 2 ] [ 3 ] |
| 23 de fevereiro | Antônio Signorini                 | matemático e engenheiro        | Itália          | n. 1888                                          |             |
| 23 de março     | Thoralf Skolem                    | matemático                     | Noruega         | n. 1887                                          |             |
| 4 de abril      | Carlos Bernardo González Pecotche | pensador                       | Argentina       | n. 1901                                          |             |
| 6 de maio       | Theodore von Karman               | físico                         | Áustria-Hungria | n. 1881 Medalha Timoshenko 1958                  | [ 4 ]       |
| 20 de junho     | Raphaël Salem                     | matemático                     | Império Otomano | n. 1898                                          |             |
| 18 de outubro   | Edmond Bauer                      | físico                         | França          | n. 1880                                          |             |
| 25 de outubro   | Karl von Terzaghi                 | geólogo                        | Áustria-Hungria | n. 1883                                          |             |
| ??              | Hernâni Monteiro                  | médico e professor de anatomia | Portugal        | n. 1891                                          |             |

## Prémios

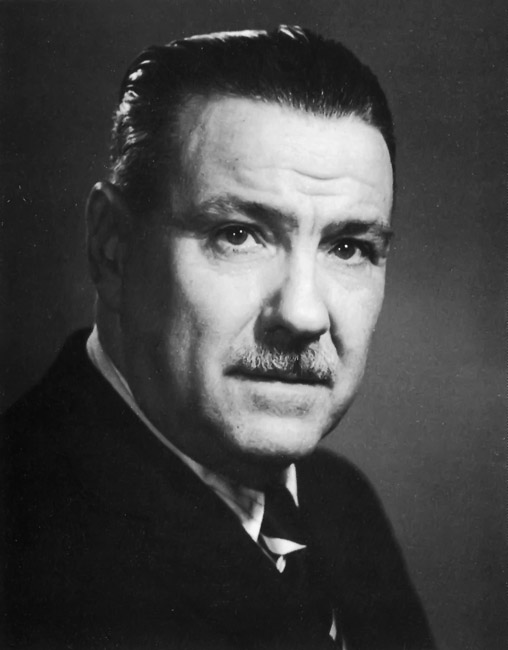
Carlos Bernardo González Pecotcher
(1901 - 1963)

### Medalha Arthur L. Day
- Keith Edward Bullen[5]

### Medalha Bigsby
- Wallace Spencer Pitcher[6]

### Medalha Bruce
- Seth B. Nicholson[7]

### Medalha Copley
- Paul Fildes[8]

### Medalha Davy
- Edmund John Bowen[9]

### Medalha Hughes
- Frederic Williams[10]

### Medalha Penrose
- William Walden Rubey[11]

### Medalha Real
- Geologia - Herbert Harold Read[12]
- Bioquímica - Robert Hill[12]

### Prémio Nobel
- Física - Maria Goeppert-Mayer,[13] J. Hans D. Jensen,[13] Eugene Wigner[13]
- Química - Karl Ziegler,[14] Giulio Natta[14]
- Medicina - John Carew Eccles,[15] Alan L. Hodgkin,[15] Andrew F. Huxley[15]